# Il Giornale d'Italia
Il Giornale d'Italia, littéralement Le Journal d'Italie, est un ancien quotidien italien, basé à Rome et diffusé de 1901 à 1976.

## Historique
Il est né d'un projet de membres politiques, de la droite historique, Sidney Sonnino et Antonio Salandra. Les prêts ont été rapidement trouvés et se sont élevées à 550.000 lires, venant de milieux de l'aristocratie et des milieux entrepreneuriat immobilier de Rome. Il est ainsi fondé en 1901 sous la direction d'Alberto Bergamini.
Le journaliste espagnol Rafael Sánchez Mazas, arrivé à Rome en 1922, mène une propagande en Espagne en faveur des idées fascistes ; il collabore avec des journaux italiens, et ses articles sont traduits dans L’Idea Nazionale (en) et dans Il Giornale d'Italia. Le nouveau journal a été créé en fonction d'un renouveau  de la courant politique libéral et comme une voix de contraste pour le déploiement giolittienne.
Le journal cesse de paraître le 24 juillet 1976 après 75 ans d'existence.

## Liens connexes
- Notices d'autorité :   - WorldCat